# Hrólfr Helgasson
No confundir con Hrólfr Kraki Helgasson.
Hrólfr Helgasson (n. 882) fue un bóndi y colono vikingo de Kristnes, Hrafnagil, Eyjafjörður en Islandia. Hijo menor de Helgi Eyvindarson. Heredó las tierras de su padre al sur y al este del fiordo, y al norte de Arnarhvoli. Se casó con Þórarna Þrándsdóttir (n. 886) hija del colono Þrándur (n. 856) de Ogdum, Rogaland, Noruega, que es un personaje de la saga Þorskfirðinga. De esa relación tuvo amplia descendencia:
- Guðlaug Hrólfsdóttir (n. 913), que casó con Þorkell Þórisson.
- Hafliði Hrólfsson (n. 916).
- Ingjaldur Hrólfsson
- Ægileif Hrólfsdóttir (n. 924), que casó con el noruego Hróaldur Höskuldsson (n. 920).
- Otro hijo también llamado Hafliði (n. 926).
- Viðar Hrólfsson (n. 928).
- Grani Hrólfsson (n. 930).
- Böðvar Hrólfsson (n. 932).
- Eyvindur Hrólfsson (n. 934).
- Valþjófur Hrólfsson (n. 936).

El colono Helgi Hrólfsson de Skutulsfjörður era hijo ilegítimo de Hrólfr.